# Bailys pärlor

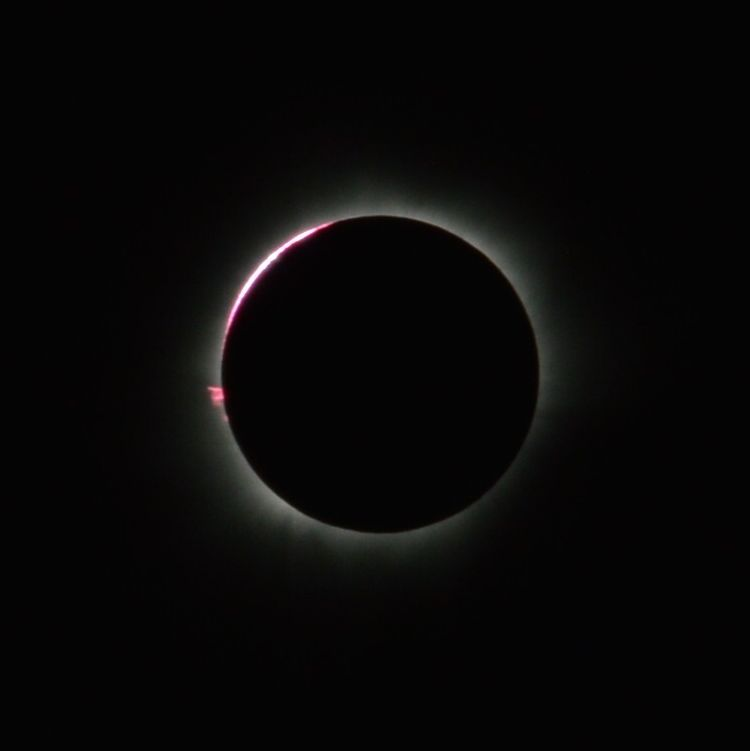
Bailys pärlor (solförmörkelse 2016)

Bailys pärlor är ett fenomen som uppstår strax före och strax efter en total solförmörkelse. Vad som händer strax före och efter är att solljuset endast tränger fram i månens dalar men hindras av bergen vid den ojämna kanten varvid resultatet blir ett glittrande pärlband av solljus vid månranden. Fenomenet uppmärksammandes 1836 av den brittiske astronomen Francis Baily.